# Phjongvon
Phjongvon (hangul: 평원군, Phjongvon-kun, handzsa: 平原郡, RR: P'yŏngwŏn-kun, ’síkság-eredet’) megye Észak-Koreában, Dél-Phjongan (P'yŏngan) tartományban. Területe már Kogurjo (Koguryo) idején lakott volt. A mai megyét 1914-ban hozták létre először.

## Földrajza
Északról Szukcshon (Sukch'ŏn), keletről Phjongszong (P'yŏngsŏng), délről Csungszan (Chŭngsan) és Tedong (Taedong) megyék, illetve Phenjan (P'yŏngyang) Szunan-kujok (Sunan-kuyŏk) városrésze, nyugatról a Sárga-tenger (Nyugati-tenger) határolja.
Legmagasabb pontja a 445 méter magas Kangnjongszan (강룡산; 降龍山, Kangryongsan).

## Közigazgatása
1 községből (up (ŭp)), 29 faluból (ri (ri)) és 2 munkásnegyedből (rodongdzsagu (rodongjagu)) áll:
| - Phjongvon-up (평원읍; 平原邑, P'yŏngwŏn-ŭp) - Opha-rodongdzsagu (어파로동자구; 漁波勞動者區, Ŏp'a-rodongjagu) - Hancshon-rodongdzsagu (한천로동자구; 漢川勞動者區, Hanch'ŏn-rodongjagu) - Namszan-ri (남산리; 南山里, Namsan-ri) - Team-ri (대암리; 大巖里, Taeam-ri) - Tedzsong-ri (대정리; 大井里, Taejŏng-ri) - Tephung-ri (대풍리; 大豊里, Taep'ung-ri) - Tokcse-ri (덕제리; 德濟里, Tŏgje-ri) - Tokpho-ri (덕포리; 德浦里, Tŏgp'o-ri) - Rjanggjo-ri (량교리; 兩橋里, Ryanggyo-ri) - Rjongszang-ri (룡상리; 龍上里, Ryongsang-ri) - Rjongi-ri (룡이리; 龍二里, Ryongi-ri) - Medzson-ri (매전리; 梅田里, Maejŏn-ri) - Munhung-ri (문흥리; 文興里, Munhŭng-ri) - Szambong-ri (삼봉리; 三峯里, Sambong-ri) - Szangszong-ri (상송리; 上松里, Sangsong-ri) | - Szokkjo-ri (석교리; 石橋里, Sŏkkyo-ri) - Szogam-ri (석암리; 石巖里, Sŏgam-ri) - Szongnim-ri (송림리; 松林里, Songrim-ri) - Szongszok-ri (송석리; 松石里, Songsŏk-ri) - Szonghva-ri (송화리; 松花里, Songhwa-ri) - Sinszong-ri (신성리; 新成里, Sinsŏng-ri) - Sinszong-ri (신송리; 新松里, Sinsong-ri) - Simvon-ri (심원리; 深源里, Simwŏn-ri) - Ulljong-ri (운룡리; 雲龍里, Unryong-ri) - Unbong-ri (운봉리; 雲峯里, Unbong-ri) - Vonam-ri (원암리; 院巖里, Wŏnam-ri) - Vonhva-ri (원화리; 元和里, Wŏnhwa-ri) - Voril-ri (월일리; 月逸里, Wŏril-ri) - Cshongrjong-ri (청룡리; 靑龍里, Ch'ŏngryong-ri) - Cshongbo-ri (청보리; 靑寶里, Ch'ŏngbo-ri) - Hvadzsin-ri (화진리; 和津里, Hwajin-ri) |

## Gazdaság
Phjongvon (P'yŏngwŏn) megye gazdasága főként földművelésre, bányászatra és halászatra épül.

## Oktatás
Phjongvon (P'yŏngwŏn) megye, ismeretlen számú középiskolának, emellett kb. számos egyéb oktatási és művelődési intézménynek ad otthont.

## Egészségügy
A megye számos egészségügyi intézménnyel rendelkezik, köztük 1 megyei és kb. 40 helyi kórházzal.

## Közlekedés
A megye közutakon a szomszédos helységek felől közelíthető meg. A megye vasúti kapcsolattal rendelkezik, a Phjongi (P'yŏngŭi) és a Namdong vasútvonalak része.